# فيل فودين
فيليب والتر فودين (بالإنجليزية: Philip Walter Foden؛ مواليد 28 مايو 2000) هو لاعب كرة قدم إنجليزي، يلعب كلاعب وسط نادي مانشستر سيتي في الدوري الإنجليزي الممتاز ومنتخب إنجلترا لكرة القدم.
سطع نجم فودين في كرة القدم الاحترافية في عام 2017 عندما فاز بجائزة الكرة الذهبية في كأس العالم تحت 17 سنة بعد بطولة إنجلترا الناجحة في كأس العالم تحت 17 سنة، شارك لأول مرة مع السيتي خلال نفس العام وفي ديسمبر حصل على جائزة شخصية العام الرياضية الشابة من بي بي سي.
منذ ذلك الحين، خاض فودين أكثر من 100 مباراة للنادي، وفاز بثمانية ألقاب بما في ذلك أن يصبح أصغر الفائز بميدالية الدوري الإنجليزي الممتاز. في عام 2019، فاز بالدوري الإنجليزي الممتاز للمرة الثانية وأصبح أصغر لاعب يسجل هدف مع النادي على الإطلاق في دوري أبطال أوروبا، وهو أصغر لاعب إنجليزي يشارك كأساسي ويسجل في مباراة من مراحل خروج المغلوب في المسابقة.
مثّل فودين إنجلترا في العديد من الفئات السنية، وسجل 19 هدفًا في 51 مباراة مع منتخبات الشباب. تم استدعاؤه لأول مرة إلى المنتخب الأول في 18 أغسطس 2020 وشارك لأول مرة ضد آيسلندا في 5 سبتمبر 2020.

## مسيرته الكروية

### مانشستر سيتي

#### مسيرته المبكرة
وُلد فودين في ستوكبورت، مانشستر الكبرى، وكان من مشجعي مانشستر سيتي في طفولته. انضم إلى النادي في سن الرابعة ووقع منحة الأكاديمية في يوليو 2016. تلقى تعليمه الخاص في كلية سانت بيدي، مع دفع الرسوم الدراسية له من قبل مانشستر سيتي. في 6 ديسمبر 2016، ضم بيب غوارديولا، المدير الفني لسيتي، فودين إلى تشكيلة لمباراة دور المجموعات بدوري أبطال أوروبا مع سلتيك؛ كان بديلاً لم يشارك في التعادل 1–1 على أرضه.

#### موسم 2017–18
في يوليو 2017، تم ضم فودين إلى فريق مانشستر سيتي في جولة الفريق في الولايات المتحدة قبل الموسم، حيث قدم أداءً رائعًا في الخسارة 0–2 أمام مانشستر يونايتد، وشارك كأساسي أيضًا في الفوز 4–1 على ريال مدريد.
بعد ظهوره عدة مرات على مقاعد البدلاء في بداية موسم 2017–18، شارك فودين لأول مرة مع مانشستر سيتي في 21 نوفمبر 2017 في مباراة في دوري أبطال أوروبا ضد فاينورد، ودخل في الدقيقة 75 كبديل عن يايا توريه. أصبح رابع أصغر لاعب إنجليزي شارك في دوري أبطال أوروبا (17 عامًا و177 يومًا). في 6 ديسمبر 2017، حطم فودين الرقم القياسي الذي كان يحتفظ به جوش مكيشران سابقًا ليصبح أصغر لاعب إنجليزي، بعمر 17 عامًا و192 يومًا، يشارك كأساسي في مباراة في دوري أبطال أوروبا، وذلك في الهزيمة 2–1 أمام شاختار دونيتسك. كما أصبح أول لاعب من مواليد عام 2000 يشارك كأساسي في مباراة في المسابقة. شارك لأول مرة في الدوري الممتاز كبديل في الفوز 4–1 على توتنهام هوتسبير في 16 ديسمبر 2017، وظهر في الدقيقة 83 لصالح إيلكاي غوندوغان.
شارك فودين كبديل متأخر عن سيرخيو أغويرو في نهائي كأس رابطة الأندية الإنجليزية المحترفة في 25 فبراير 2018، مما ساعد السيتي في تأمين الفوز 3–0 ضد أرسنال على ملعب ويمبلي. في الشهر التالي، حطم الرقم القياسي الذي سجله كيران ريتشاردسون ليصبح أصغر لاعب إنجليزي يشارك كأساسي في مباراة خروج المغلوب في دوري أبطال أوروبا، حيث فعل ذلك بعمر 17 عامًا و283 يومًا في الفوز 4–0 على بازل. في 13 مايو، أصبح أصغر لاعب يحصل على ميدالية الدوري الإنجليزي الممتاز. عرفته موسوعة غينيس للأرقام القياسية بهذا العمل الفذ في نسخة 2020 من كتابهم.

#### موسم 2018–19
كان فودين جزءًا من التشكيلة الأساسية للسيتي في درع الاتحاد الإنجليزي في 5 أغسطس 2018، حيث لعب 75 دقيقة إجمالاً وكذلك صنع هدف أغويرو الأول في الفوز 2–0 على تشيلسي على ملعب ويمبلي، ليحصل فودين. على ثالث لقب له في السنة التقويمية. في 25 سبتمبر 2018، صنع هدف لرياض محرز وسجل لاحقًا أول هدف رسمي له في الوقت المحتسب بدل الضائع ليضمن فوز السيتي 3–0 خارج أرضه على أكسفورد يونايتد في الجولة الثالثة من كأس الرابطة.
سجل فودين هدفه الأول على أرضه على ملعب الاتحاد، وسجل الهدف الثاني للسيتي خلال فوزهم 7–0 على روذرهام يونايتد في الجولة الثالثة من كأس الاتحاد الإنجليزي في 6 يناير 2019. بعد ثلاثة أيام، كان فودين مرة أخرى في قائمة الهدافين. ساعد سيتي على هزيمة بيرتن ألبيون 9–0 في ذهاب نصف نهائي كأس الرابطة. في 12 مارس 2019، سجل فودين هدفه الأول في دوري أبطال أوروبا خلال مباراة الإياب من دور الستة عشر ضد شالكه، حيث فاز السيتي 7–0 (10–2 في مجموع المباراتين). وبذلك، ساعد النادي على معادلة الرقم القياسي لأكبر هامش فوز في مرحلة خروج المغلوب من المسابقة. كما جعله هدفه أصغر هداف لمانشستر سيتي على الإطلاق في دوري أبطال أوروبا وأصغر هداف إنجليزي يسجل في مراحل خروج المغلوب من المسابقة، وعمره 18 عامًا و288 يومًا. في بداية الشهر التالي، شارك كأساسي في أول مباراة له في الدوري مع النادي في الفوز 2–0 على كارديف سيتي، ليصبح أصغر لاعب إنجليزي يفعل ذلك منذ ستوريدج في عام 2008. بعد المباراة، قال بيب غوارديولا مدرب السيتي وتوقع الإعلام أن يكون فودين لاعبا مهما في مانشستر سيتي «للعقد المقبل».
سجل فودين هدفه الأول في الدوري الإنجليزي الممتاز في 20 أبريل 2019، بفوزه 1–0 على توتنهام هوتسبير. عند قيامه بذلك، أصبح ثالث أصغر لاعب يسجل للنادي في الدوري الإنجليزي الممتاز، بعد ميكاه ريتشاردز وستوريدج. أنهى مان سيتي الموسم باكتساح محلي لفوزهم في جميع الألقاب المحلية مع لعب فودين دورًا بارزًا بشكل متزايد في الفريق.

#### موسم 2019–20
بدأ فودين موسم 2019–20 بمشاركته السابعة، حيث فاز بدرع الاتحاد الإنجليزي ضد ليفربول على ملعب ويمبلي، في 4 أغسطس 2019. وسجل في ركلات الترجيح. بعد 6 أيام، شارك لأول مرة في الدوري الإنجليزي الممتاز هذا الموسم عندما فاز مانشستر سيتي على وست هام يونايتد 5–0 على ملعب لندن.
في 1 أكتوبر 2019، سجل فودين هدفه الأول هذا الموسم من دوري أبطال أوروبا، محققًا الفوز 2–0 على دينامو زغرب في الجولة الثانية من مرحلة المجموعات. صنع فودين ثاني أكبر عدد من الفرص (6) في دور المجموعات بدوري أبطال أوروبا، خلف ليونيل ميسي (7).
شارك فودين في أول مباراة له في الدوري الإنجليزي الممتاز هذا الموسم، في 15 ديسمبر 2019، حيث قدم تمريرة حاسمة ضد أرسنال على ملعب الإمارات، في انتصار السيتي 3–0.
في 1 مارس 2020، شارك فودين كأساسي في نهائي كأس الرابطة. تم اختياره أفضل لاعب في المباراة وحصل على لقبه السادس مع الكبار وكأسه الثامن بشكل عام مع مانشستر سيتي في مباراة الفوز 2–1 على أستون فيلا. شارك فودين كأساسي في مباراة خروج المغلوب الثانية من دوري أبطال أوروبا في 7 أغسطس 2020، ضد ريال مدريد، مما ساعد فريقه على الفوز 2–1 (4–2 في مجموع المباراتين) والتأهل إلى ربع النهائي، حيث يخرج مان سيتي من ربع نهائي المنافسة.
أنهى فودين الموسم بمشاركته في 38 مباراة، مسجلاً 8 أهداف و9 تمريرات حاسمة في جميع المسابقات.

#### موسم 2020–21
في 7 فبراير 2021، سجل هدفًا وصنع آخر في الفوز 4–1 خارج الأرض على ليفربول، ليكون أول فوز لفريقه على ملعب أنفيلد منذ عام 2003. سجل فودين في فوز مانشستر سيتي خارج ملعبه 3–1 على ملعب غوديسون بارك، في 17 فبراير، ليوسع تقدمه في صدارة الجدول ويحقق 17 فوزًا متتاليًا في جميع المسابقات. كان فودين على لائحة الهدافين في مباراتي الذهاب والإياب من مباراة ربع نهائي دوري أبطال أوروبا ضد بوروسيا دورتموند، ليضمن تأهل فريقه إلى الدور نصف النهائي من المسابقة.
موسم 2023–24
تم اختيار فيل فودين، لاعب مانشستر سيتي، كأفضل لاعب في الدوري الإنجليزي الممتاز من قبل رابطة اللاعبين المحترفين، جاء هذا التكريم بعد أدائه المميز خلال موسم 2023-24، والذي يُعد حتى الآن الأفضل في مسيرته التي بدأت في أكاديمية بطل الدوري الإنجليزي.
كان فودين، لاعب خط الوسط المهاجم، من العناصر الأساسية في تحقيق فريق المدرب بيب غوارديولا للقب الدوري الإنجليزي للمرة الرابعة على التوالي، وهو إنجاز غير مسبوق في تاريخ الكرة الإنجليزية.

## مسيرته الدولية

### الشباب
فودين هو لاعب منتخب إنجلترا للشباب، ويلعب مع فريق تحت 21. في مايو 2017، سجل في نهائي بطولة أمم أوروبا تحت 17 سنة 2017حيث تعرض منتخب إنجلترا تحت 17 سنة للهزيمة في ركلات الترجيح على يد إسبانيا.
في أكتوبر من نفس العام، اكتسب فودين اهتمامًا صحفيًا واسع النطاق بعد تسجيله هدفين في نهائي كأس العالم تحت 17 سنة، أيضًا ضد إسبانيا، حيث فازت إنجلترا بالمسابقة. وتم اختياره كأفضل لاعب في البطولة.
حصل على جائزة الكرة الذهبية في كأس العالم تحت 17 سنة لعام 2017 حيث حصل أيضًا على بعض اهتمام الصحافة على نطاق واسع وتغطية إعلامية كبيرة.
في 27 مايو 2019، أُدرج فودين في تشكيلة إنجلترا المكونة من 23 لاعبًا لبطولة أمم أوروبا تحت 21 سنة 2019 وسجل هدفًا رائعًا – الأول له مع منتخب إنجلترا تحت 21 سنة – في المباراة الافتتاحية 2–1 أمام فرنسا في تشيزينا.

### المنتخب الأول
في 25 أغسطس 2020، اختار غاريث ساوثغيت فودين في تشكيلة المنتخب الإنجليزي للمرة الأولى. شارك لأول مرة على المستوى الدولي ضد آيسلندا في 5 سبتمبر 2020، بفوزه 1–0 خارج أرضه في بطولة دوري الأمم الأوروبية.
في 7 سبتمبر 2020، تم سحب فودين، جنبًا إلى جنب مع زميله في إنجلترا مايسون غرينوود، من تشكيلة إنجلترا بسبب كسر بروتوكولات عزل فيروس كورونا للفريق من خلال إحضارهم لضيف واحد على الأقل إلى فندق فريقهم في آيسلندا. أدان مانشستر سيتي تصرفات فودين.
سجل فودين هدفه الأول والثاني لإنجلترا خلال مباراة في دوري الأمم الأوروبية ضد آيسلندا على ملعب ويمبلي في 18 نوفمبر 2020.

## أسلوب لعبه، وتطوره، والمقارنات
فودين هو لاعب يلعب بالقدم اليسرى، ويمكنه اللعب كظهير جناح، أو كجناح على اليمين، على الرغم من وصفه بيب بيب غوارديولا بأنه «أكثر من لاعب وسط». في عام 2017، وصفه غوارديولا بأنه «لاعب مميز»، قائلاً: «من الخطر قول أشياء جيدة عن اللاعبين الشباب لأنهم ما زالوا صغارًا، وعليهم أن يكبروا وعليهم أن يتعلموا الكثير والكثير من الأشياء ... ولكن نحن لدينا الكثير من الثقة لمساعدته، لأننا نعتقد أنه رجل لديه إمكانات، حتى لو لم يكن قويًا، فهو ليس طويل القامة». في عام 2018، وصفه كاتب كرة القدم المخضرم برايان غلانفيل بأنه «مراهق موهوب ومبكِّر النضوج»، مضيفًا: «اللاعبون الشباب بمهارته وجودة إبداعه قليلون للغاية على الأرض».

## حياته الشخصية
فودين لديه 4 أطفال من صديقته ربيكيبا كوك.

## الإحصائيات

### النادي
آخر تحديث 20 نوفمبر 2024.
| النادي       | الموسم   | الدوري                   | الدوري | الدوري  | كأس الاتحاد الإنجليزي | كأس الاتحاد الإنجليزي | كأس الرابطة | كأس الرابطة | أوروبا | أوروبا  | أخرى   | أخرى    | الإجمالي | الإجمالي |
| النادي       | الموسم   | الدرجة                   | الظهور | الأهداف | الظهور                | الأهداف               | الظهور      | الأهداف     | الظهور | الأهداف | الظهور | الأهداف | الظهور   | الأهداف  |
| ------------ | -------- | ------------------------ | ------ | ------- | --------------------- | --------------------- | ----------- | ----------- | ------ | ------- | ------ | ------- | -------- | -------- |
| مانشستر سيتي | 2016–17  | الدوري الإنجليزي الممتاز | 0      | 0       | 0                     | 0                     | 0           | 0           | 0      | 0       | —      | —       | 0        | 0        |
| مانشستر سيتي | 2017–18  | الدوري الإنجليزي الممتاز | 5      | 0       | 0                     | 0                     | 2           | 0           | 3      | 0       | —      | —       | 10       | 0        |
| مانشستر سيتي | 2018–19  | الدوري الإنجليزي الممتاز | 13     | 1       | 3                     | 3                     | 5           | 2           | 4      | 1       | 1      | 0       | 26       | 7        |
| مانشستر سيتي | 2019–20  | الدوري الإنجليزي الممتاز | 23     | 5       | 4                     | 1                     | 5           | 0           | 5      | 2       | 1      | 0       | 38       | 8        |
| مانشستر سيتي | 2020–21  | الدوري الإنجليزي الممتاز | 28     | 9       | 5                     | 2                     | 4           | 2           | 13     | 3       | —      | —       | 50       | 16       |
| مانشستر سيتي | 2021–22  | الدوري الإنجليزي الممتاز | 28     | 9       | 4                     | 1                     | 2           | 1           | 11     | 3       | —      | —       | 45       | 14       |
| مانشستر سيتي | 2022–23  | الدوري الإنجليزي الممتاز | 32     | 11      | 5                     | 3                     | 2           | 0           | 8      | 1       | 1      | 0       | 48       | 15       |
| مانشستر سيتي | 2023–24  | الدوري الإنجليزي الممتاز | 35     | 19      | 5                     | 2                     | 1           | 0           | 8      | 5       | 4      | 1       | 52       | 27       |
| مانشستر سيتي | 2024–25  | الدوري الإنجليزي الممتاز | 8      | 0       | 0                     | 0                     | 2           | 0           | 4      | 3       | 0      | 0       | 14       | 3        |
| الإجمالي     | الإجمالي | الإجمالي                 | 172    | 54      | 26                    | 12                    | 23          | 5           | 56     | 18      | 7      | 1       | 284      | 90       |

1. 1 2 3 4 5 6 7 8  المباريات في دوري أبطال أوروبا
2. 1 2 3  المباريات درع الاتحاد الإنجليزي
3. ↑  مباراة في كأس الإتحاد الإنجليزي و مباراة في الدرع الخيرية و مبارتين و هدف في كأس العالم للأندية

### المنتخب
آخر تحديث 31 مارس 2021.
| المنتخب الوطني | العام   | الظهور | الأهداف |
| -------------- | ------- | ------ | ------- |
| إنجلترا        | 2020    | 3      | 2       |
| إنجلترا        | 2021    | 3      | 0       |
| المجموع        | المجموع | 6      | 2       |

اعتبارًا من 18 نوفمبر 2020. قائمة الأهداف والنتائج مع منتخب إنجلترا الأول.
| # | التاريخ        | المكان                     | م. | الخصم   | الهدف | النتيجة | المسابقة                     | م.     |
| - | -------------- | -------------------------- | -- | ------- | ----- | ------- | ---------------------------- | ------ |
| 1 | 18 نوفمبر 2020 | ملعب ويمبلي، لندن، إنجلترا | 3  | آيسلندا | 3–0   | 4–0     | دوري الأمم الأوروبية 2020–21 | [ 70 ] |
| 2 | 18 نوفمبر 2020 | ملعب ويمبلي، لندن، إنجلترا | 3  | آيسلندا | 4–0   | 4–0     | دوري الأمم الأوروبية 2020–21 | [ 70 ] |

## الإنجازات
مانشستر سيتي
- الدوري الإنجليزي الممتاز: 2017–18، 2018–19، 2020–21، 2021–22، 2022–23، 2023–24[71]
- كأس الاتحاد الإنجليزي: 2018–19، 2022–23[72]
- دوري أبطال أوروبا: 2022–23
- كأس العالم للأندية: 2023
- كأس رابطة الأندية الإنجليزية المحترفة: 2017–18،[20] 2018–19،[73] 2019–20[74]
- درع المجتمع الإنجليزي: 2018،[24] 2019[75]
- جائزة لاعب العام في إنجلترا من رابطة نقاد كرة القدم، في الدوري الإنجليزي[76]
- جائزة لاعب العام في إنجلترا من رابطة اللاعبين المحترفين، في الدوري الإنكليزي.[77][78]

إنجلترا تحت 17 سنة
- كأس العالم تحت 17 سنة: 2017[79]
- بطولة أمم أوروبا تحت 17 سنة الوصيف: 2017[48]

الفردية
- فريق البطولة في بطولة أمم أوروبا تحت 17 سنة: 2017[80]
- الحذاء الذهبي في كأس العالم تحت 17 سنة: 2017[81]
- شخصية العام الرياضية الشابة من بي بي سي: 2017[82]
- جائزة آلان هارداكر: 2020[83]

## الملاحظات
1. ↑  في 20 أكتوبر 2020، حطم جود بيلينغهام، البالغ من العمر 17 عامًا و113 يومًا، الرقم القياسي لفيل فودين ليصبح أصغر لاعب إنجليزي يشارك كأساسي في مباراة بدوري أبطال أوروبا.[18]

## وصلات خارجية
فيل فودين على موقع الاتحاد الدولي (مؤرشف)  (الإنجليزية)
- فيل فودين على موقع الاتحاد الأوربي (الإنجليزية)
- فيل فودين على موقع إي إس بي إن إف سي (الإنجليزية)
- فيل فودين على موقع قاعدة بيانات كرة القدم.إي يو (الإنجليزية)
- فيل فودين على موقع ليكيب (الفرنسية)
- فيل فودين على موقع ناشيونال فوتبول تيمز (الإنجليزية)
- فيل فودين على موقع Soccerbase.com (لاعب) (الإنجليزية)
- فيل فودين على موقع Soccerway.com (الإنجليزية)
- فيل فودين على موقع عالم كرة القدم.نت (الإنجليزية)
- فيل فودين على موقع كووورة